# Праздники Таиланда
В Таиланде отмечаются следующие праздники:
| День                | Русское название                                             | Местное название              | Примечания                                                                          |
| ------------------- | ------------------------------------------------------------ | ----------------------------- | ----------------------------------------------------------------------------------- |
| 1 января            | Новый Год                                                    | Ван Кхын Пи Май (วันขึ้นปีใหม่)    |                                                                                     |
| Февраль             | Макха Буча                                                   | จัดงานวันมาฆบูชา                 | Буддийский праздник, отмечается по тайскому лунному календарю                       |
| 6 февраля           | День Муай Тай                                                |                               | В память о легендарном воине Най Кхам Томе                                          |
| 6 апреля            | День Чакри                                                   |                               | В память о Раме I, основателе династии Чакри                                        |
| 13 апреля—15 апреля | Тайский новый год                                            | Сонгкран (จัดงานวันสงกรานต์)     |                                                                                     |
| Май                 | Весак (Висакха Буча)                                         | Висакха Буча (จัดงานวันวิสาขบูชา) | Буддийский праздник, отмечается по тайскому лунному календарю                       |
| Май                 | Королевская церемония первой пашни (Праздник первой борозды) | พระราชพิธี ีจรดพระนังคัลแรกนาขวัญ   | Только для подданных                                                                |
| 1 мая               | День труда                                                   |                               | Выходной                                                                            |
| 5 мая               | День коронации                                               | День коронации                | Годовщина коронации Рамы IX в 1950 году                                             |
| Июль                | Асалаха Буча                                                 | จัดงานวันอาสาฬหบูชา              | Буддийский праздник, отмечается по тайскому лунному календарю, только для подданных |
| Июль                | Васса                                                        | Кхау Пханса (เข้าพรรษา)        | Начало трёхмесячного поста, отмечается по тайскому лунному календарю                |
| 1 июля              | Праздник середины года                                       |                               | Выходной                                                                            |
| 12 августа          | День матери                                                  | จัดงานวันแม่แห่งชาติ               | День рождения королевы Сирикит                                                      |
| Сентябрь            | День Сарттхай                                                | Сарт Тхай (สารทไทย)           | Поминовение мёртвых (буддийский праздник)                                           |
| Октябрь             | Оок Пханса                                                   | จัดงานออกพรรษา                 | Конец трёхмесячного поста, отмечается по тайскому лунному календарю                 |
| 23 октября          | Чулалонгкорн                                                 | Ван Пийямахарат (วันปิยมหาราช)  | День смерти короля Рамы V                                                           |
| Ноябрь              | Церемония Катхин                                             | Тхот Катхин (จัดงานวันทอดกฐิน)   | Пожертвования для монахов (буддийский праздник)                                     |
| Ноябрь              | Лойкратхонг                                                  | งานลอยกระทง                   | Праздник, посвящённый духу воды Пхра Мэкхонг Кха                                    |
| 5 декабря           | День отца                                                    | วันเฉลิมพระชนมพรรษา             | День рождения короля Рамы IX                                                        |
| 10 декабря          | День принятия Конституции                                    |                               | Переход к конституционной монархии в 1932 году                                      |
| 31 декабря          | Канун нового года                                            | Ван Син Пи (วันสิ้นปี)            |                                                                                     |

Условно тайские традиции можно разделить на два типа: традиции, относящиеся к отдельной личности, и традиции, связанные с обществом. К первым можно отнести традиции, связанные с рождением, со свадьбой, со смертью, с возведением дома, традиция принятия монашества теми, кто достиг двадцатилетнего возраста, традиция разговоров с духом (ангелом-хранителем) Кхван (ขวัญ), традиция, связанная с получением заслуг (тхам бун) по возрасту.
К основным общественным можно отнести традицию, связанную со сменой лунного года «ван трут», с новым годом Сонгкран, и традиции, связанные с буддизмом: начало трёхмесячного поста «кхау пханса», когда монахи должны ночевать только в храме, и начало периода, когда монахи могут идти, куда угодно, «оок пханса», а также многие другие.
Кроме того, отмечаются общегосударственные праздники, связанные с памятными датами.

## Рождение
Эта традиция неразрывно связана с разговорами с духом Кхван, но, тем не менее, имеет ритуалы, относящиеся к матери. Считается хорошим делом для здоровья матери выполнить ритуал «ю-фай». Фактически это оздоровительная процедура, которая заключается в постоянном пребывании молодой матери в условиях сауны в течение полумесяца. Для этого выделяется комната в традиционном доме, где разбирается часть пола. Там разжигается и все время поддерживается огонь, на котором варятся отвары сборов растений, которые используются для компрессов и гигиенических процедур. Для кормления ребёнка приносят матери в эту же комнату.
Понятно, что в современных условиях городских квартир такую процедуру довольно сложно реализовать. Поэтому её выполняют в ванных комнатах, приспосабливая там горелки и чаны для приготовления отваров. В таких условиях матери ограничиваются ежедневными процедурами по два-четыре часа в течение двух-трех недель. В результате организм женщины восстанавливается до состояния, предшествующего беременности. Заметный эффект омоложения наступает, если провести процедуру «ю-фай» в полном объёме.

### Разговор с духом
На третий день рождения ребёнка в доме матери собираются ближайшие родственники. Они по очереди берут ребёнка на руки, разглядывают его и отмечают всяческие недостатки, даже те, которых в действительности нет.
Это делается для того, чтобы дух-хранитель Кхван, поселяющийся в голове каждого человека, не покинул дитя в это время, посчитав, что ребёнок и так хорош и хранитель ему не нужен. По сути, родня просит духа остаться с ребёнком и вести его по жизни.
Через месяц после рождения отец или дед ребёнка бреют ему голову (ритуал «коон пхом фай», โกนผมไฟ), избавляя от волос, выросших в утробе матери, тем самым разрывая связь с ней и очищая его голову от связи с более низкими по статусу материнскими органами.
Стоит обратить внимание на то, что части тела традиционно имеют свой собственный статус. Голова — самый высокий по статусу орган, в ней живёт дух Кхван, хранящий человека, ведущий его по жизни и отвечающий за его психическое здоровье. Это одна из самых важных и устойчивых традиций страны. Именно поэтому нельзя гладить человека по голове, так как руки находятся ниже головы и имеют более низкий статус, к тому же руками постоянно выполняется какая-то работа, они не всегда бывают чистыми в отличие от головы и волос. Волосы тайцев всегда в идеальной чистоте. Этим проявляется уважение к духу-хранителю и поддерживается высокий статус головы. Погладить голову ребёнку могут только родители или люди, пользующиеся безукоризненной репутацией в буддийских кругах, поскольку они уж точно не пожелают малышу плохого. В иных же случаях попытка погладить кого-либо по голове будет расцениваться как сильное оскорбление. Тайцы верят, что такой жест приведет к несчастью, так как он оскорбляет духа Кхван.
Существует примета, согласно которой нельзя проходить под развешенным бельем, особенно под женским. В старые времена считалось, что это приведет к смерти: воин, идущий на войну, тогда уж точно не вернется домой.
Также нельзя разговаривать через голову старшего, это выглядит очень невежливо. Считается дурным тоном проходить мимо сидящего старшего по возрасту человека, не пригнувшись и не извинившись, поскольку в этом случае голова старшего будет находиться на уровне корпуса проходящего.
В тайском языке есть два слова, обозначающие голову. Просто голова, которая есть как у человека, так и у животных — «хуа» (หัว). И слово «голова», применимое только к человеку — «сииса» (ศีรษะ). Последнее — очень вежливое слово, подчеркивающее доминирующее положение человека, так как только у людей голова находится выше других частей тела. Отсюда же растут корни такого социального феномена как потеря лица.
Если есть голова, то обязательно должны быть лицо и глаза. Если с головой все в порядке, то значит с лицом и глазами тоже нет проблем. О таких людях говорят «наа таа дии» (หน้าตาดี), то есть и лицо, и глаза хорошие (вероятнее, "лицо с хорошими глазами"). Это значит, что человек думает о собственной репутации, не совершает порочащих его поступков, бережет фамильную честь и дорожит добрым именем.
О людях, пользующихся авторитетом в обществе, говорят, что у них есть имя и голос, «мии чыы сиенг» (มีชื่อเสียง), но тут, скорее, значит "иметь громкое имя", то есть, человек известный и "на слуху", отношение к "иметь право голоса" относительное. Человек, который много пообещал и не выполнил этого, может полностью потерять имя и голос: «чыы сиенг сие хаай» (ชื่อเสียงเสียหาย), к нему доверия уже не будет.
Хуже потери имени есть потеря лица: «сие наа» (เสียหน้า), возможно, более правильно "порча" лица, а не "потеря" его, иначе слишком кардинально звучит. Есть мнение, что значимость феномена "потери лица" преувеличена иностранцами (тайцы вообще склонны поддерживать выгодные для них заблуждения). Потерять лицо можно, по-хамски ведя себя в обществе, покричав на кого-нибудь, попытавшись унизить кого-либо, совершив любой неблаговидный поступок, о котором узнают окружающие. При потере лица продолжать жить или работать в этом обществе уже сложно. Если слух о потере лица доходит до родителей и их окружения, то лучше разорвать связь с родителями, чтобы их не позорить. В некоторых случаях дело может закончиться самоубийством или убийством.
Хуже «потери лица» — «продажа лица», «кхаай наа» (ขายหน้า). Это может случиться, если человек кого-то обманул, подставил, выставил необоснованные требования и не получил желаемого, предал кого-либо. Это считается несмываемым позором для него и его родителей. Как-то попытаться смыть позор со своих родителей в этом случае можно только совершив самоубийство.
Есть ещё ряд обычаев, связанных с головой и духом Кхван. Так, подушку для головы никогда не используют для других целей, иначе Кхван может осерчать, привлечь плохие сны, «уронить голову с подушки» («ток моон», ตกหมอน) и др.

## Тайский дом, домашние традиции и ритуалы

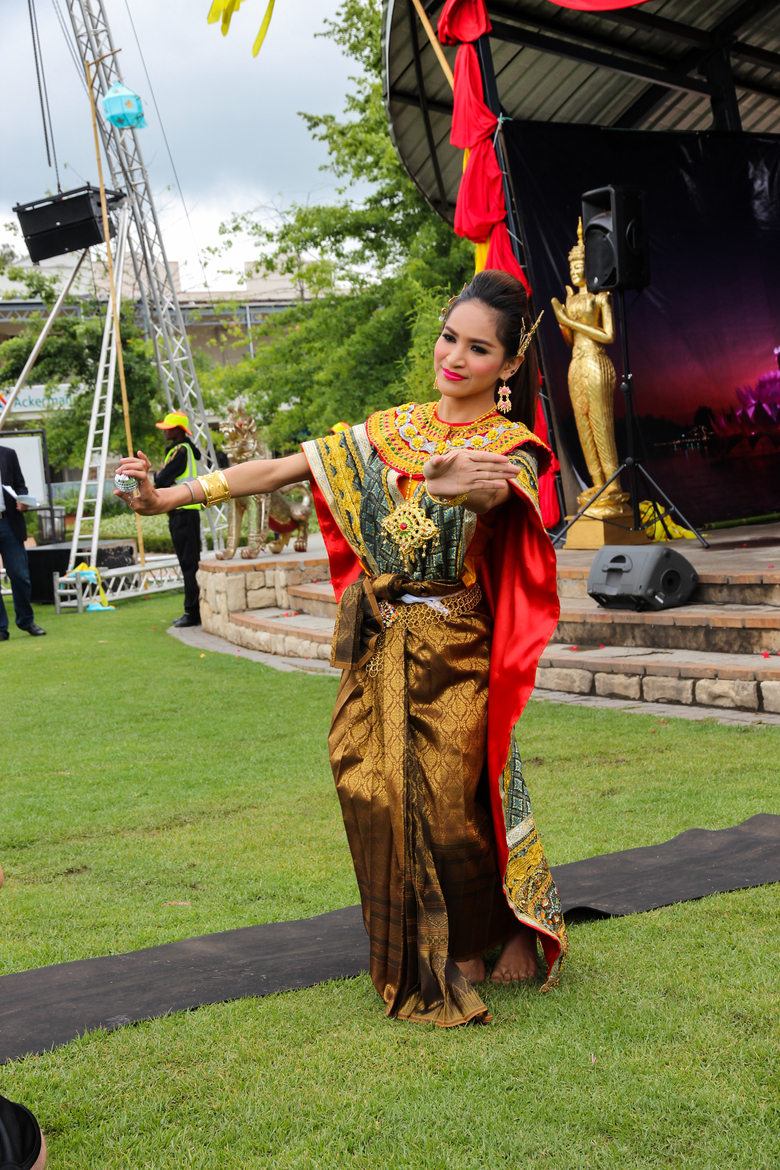
Таиландская танцовщица.

Каждый из тайцев считает дом главной вещью в своей жизни, от рождения до смерти, так как с древних времен в доме не только проживали, но также рожали детей и умирали. После смерти кого-либо из домочадцев после ритуала прощания, который мог длиться три, пять или семь дней, тело усопшего кремировали, а часть праха помещали на почётное место в доме. Таким образом, дом служил свою службу не только при жизни его обитателей, но и после неё. В древности прах умерших родственников помещали под порог дома. Считалось, что их души будут охранять жилище. Поэтому наступать на порог любого тайского дома, храма или любого другого здания означает оскорбить духов, стерегущих покой и благополучие дома. Порог надо переступать.
Сама по себе смерть не рассматривается тайцами в качестве горя от потери близкого человека и считается естественным переходом из одного состояния бытия в другое, сопряженным с избавлением от страданий в этой жизни и приобретением состояния «сабай-сабай», то есть полного комфорта. В каком-то определённом смысле за усопшего можно даже порадоваться — он не испытывает физических мучений, он прошёл очередной цикл своей кармы и вступил на новый круг существования своей души. Его провожают с почестями, и хранят о нём светлую память. Время прощания (три, пять или семь дней) зависит от дня недели, когда умер человек. Во-первых, нечетные числа считаются в Таиланде счастливыми, поэтому надо выдержать именно этот порядок времени прощания и совершения ритуалов. Во-вторых, нельзя хоронить, то есть кремировать по четвергам, субботам и понедельникам, поскольку каждый четверг — праздник, День Учителя, а суббота и понедельник — законные выходные у служащих похоронных служб. Из этих соображений высчитывается количество дней прощания с покойным. В эти дни в дом приглашают четырёх монахов для совершения прощальных обрядов. Цифра «4» знаменует смерть, поэтому данное количество монахов возможно увидеть в доме только в одном случае. Приглашение монахов — это тхам бун, совершение благих поступков и получение заслуг для своей кармы, то есть дело святое.

Пхракот

Пока народ днём готовит еду, сооружает и украшает лафет высотой около 4-х-5-ти метров, слушает музыку, выпивает и закусывает, у гроба с телом несут круглосуточную вахту минимум два человека. Рядом с гробом ставят свечи, и эти бессменные дежурные следят за их огнём. Если вдруг какая-либо из свечей гаснет, это означает, что душа покойника неспокойна, и необходимо просить монахов проводить дополнительные ритуалы. Плохой приметой считается, если чёрная кошка перепрыгнет через гроб с покойником или, что ещё хуже, ляжет ему на грудь. Это может означать, что дух Маттьурат, который приходит за душой усопшего, может отказаться от неё по ряду причин, и душа останется на земле в виде злого духа или духа неудовлетворения Прет. В данном случае покойника нельзя кремировать без проведения соответствующих ритуалов, для чего нанимают специальных старцев пхутхау пхуке, которые проводят эти ритуалы и просят помощи у небес.
Покойнику обязательно кладут в рот монетку для духов. В старые времена клали золото. После кремации служащие получали этот расплавленный кусочек золота в качестве оплаты своих услуг. А непосредственно перед кремацией над головой усопшего разбивают кокос — символ головы, откуда должен выйти дух-хранитель Кхван, сопровождающий человека всю его жизнь, — а затем поливают тело соком кокоса, так как этот сок является символом чистоты.

Пхракот

Пхракот

В последний день похоронных ритуалов, после обильных подаяний монахам, после красивой кремации с фейерверками и петардами, все родственники, близкие, знакомые и соседи усопшего поминают его обильным застольем. Поздней ночью праздник смерти подходит к концу.
Традиционно тайские города и деревни возводили у водоемов — рек и озёр. Близость дома к воде была принципиальной. Дома строили на сваях, поскольку во время сезона дождей уровень воды в реках заметно повышался. С возведением дома связан праздник закладки первой сваи. В настоящее время у новостроек можно увидеть сваю, обвязанную разноцветными ленточками — это древняя традиция привлечения добрых духов, которые впоследствии будут охранять дом. Важным условием при возведении дома является его ориентация по частям света. Традиционно входная дверь располагалась с восточной стороны. Спальные комнаты строились так, чтобы люди спали вдоль короткой стены, причём ногами исключительно на запад. Запад ассоциируется со смертью, что неудивительно, ибо солнце — источник жизни — «умирает» на западе. В настоящее время эта традиция не соблюдается так строго, современные дома строят по другим критериям, хотя вряд ли кто из тайцев ляжет спать головой на запад даже в новых домах. В доме может лежать головой на запад только покойник. Зато спальные места по-прежнему ориентированы вдоль короткой стены спальни. Во-первых, при необходимости в комнате может уместиться большее количество людей. Во-вторых, спальня организовывалась таким образом, чтобы короткая стена прямоугольного помещения была перпендикулярна коньковому брусу.

## Лойкратхонг
В полнолуние последнего месяца лунного года во многих странах Юго-восточной Азии народ празднует древний праздник Лойкратхонг.
Месяцы и дни тайского лунного календаря не совпадают с обычным европейским календарём. Лунный год начинается с «обычного» 12-го месяца, декабря, и считается первым лунным месяцем. Соответственно, январь — второй лунный месяц, и т. д. Все традиционные тайские праздники и фестивали привязаны именно к лунному календарю (тьантхаракхати) и фазам луны. В лунном календаре месяцы только лишь нумеруются, а в обычном солнечном календаре (суриякхати) имеют свои названия, поэтому, если назвать номер месяца, а не его название, то подразумеваться будет месяц именно по лунному календарю. Иногда Лойкратхонг приходится на полнолуние в одиннадцатом лунном месяце (октябре), но чаще всего последняя полная луна приходится на последний месяц уходящего лунного года (ноябрь). В это время вода в реках считается самой чистой, а русла рек — наиболее полными.
Смысл праздника заключается в поклонении следу стопы Будды Гаутамы, оставленному им на берегу реки Нам Тха Натхи в Индии, его следу в истории — Учению, в избавлении от страданий и неудач, в том, чтобы дать им утечь вместе с водой реки, а также выразить почтение и благодарности духу реки Пхра Мэкхонг Кха (или Мэ Пхра Конг Кха). Задолго до этого праздника народ готовится к праздничному шествию, которое порой растягивается на многие километры. Школы, университеты и предприятия организуют свои колонны. Это мини-дворцы на колесах, тщательно украшенные и подсвеченные, сопровождаемые персонажами древних легенд из Рамакианы, танцорами, воинами, красивыми девушками, представлениями кукольных театров, боями на саблях, музыкой, танцами и песнями. И все это находится в движении, колонны медленно пересекают весь город.
Символ этого праздника — кратхонг. «Лой» означает «плыть, скользить по поверхности воды». Кратхонг — это небольшая ладья, основание которой делается из среза ствола пальмы, которое в свою очередь украшается листьями деревьев, цветами или цветной бумагой (последний вариант крайне нежелателен, поскольку бумага будет загрязнять воду в реке), тремя палочками благовоний и одной маленькой свечой. Получается очень красивый цветок, похожий на раскрытый бутон священного лотоса как символ открытой души и искренности. В кратхонг принято класть мелкую монету (1, 2 или 5 батов). Некоторые кладут туда прядь собственных волос или срез ногтя.
Когда кратхонг готов, нужно подойти к реке. В принципе, это может быть любой водоем, если нет поблизости реки или канала, подойдет даже бассейн. Нужно зажечь благовония и свечу, склонить колени у воды, поднять кратхонг двумя руками до уровня собственного лба в почтительном ритуале «вай», слегка склонив голову, и попросить духа воды Пхра Мэкхонг Кха забрать вместе с кратхонгом все неудачи, несчастья, болезни, потери, неудовлетворение и страдания. Прядь собственных волос и срез ногтя символизируют личные неудачи, от которых хотелось бы избавиться. После этого кратхонг запускают по воде, и он уплывает по течению реки без возможности возвращения, навсегда.
Далее следует поблагодарить Пхра Мэ Кхонг Кха за то, что он даёт воду, основу жизни, попросить прощения за загрязнение воды в процессе жизнедеятельности и пожелать всем своим близким счастья и здоровья, удачи, благополучия и тех подарков судьбы, которые улучшат их карму.
Иногда случается, что кратхонг тонет. Согласно поверьям, это говорит о плохой карме того, кто его пускал, кратхонг не выдерживает грехов человека.

Лойкратхонг

Первый кратхонг, согласно историческим сведениям, сделала старшая из младших жён (нанг нап пха мат саном ек) первого короля Сукхотайского периода, отца тайской нации Пхра Руанг Пхра Йалитхай. Изначально это была традиция браминов для того, чтобы оказать почести индуистской божественной триаде Пхра Три Мурати — Шиве, Вишну и Брахме — за то, что они дали возможность появлению Будды Гаутамы и его Учения, а также для поклонения следу стопы Будды. По традиции, самый большой кратхонг до сих пор делают в древней столице Сиамского государства, городе Сукхотай, там же проходит одно из самых ярких празднеств фестиваля Лойкратхонг.
Наиболее красочный праздник проходит в «северной столице» королевства городе Чиангмай. Помимо шествий, концертов, театральных представлений на суше и на воде, салютов, фейерверков и иных народных гуляний, ближе к полуночи в небо запускают бумажные фонарики кхом фай. Только на севере страны можно увидеть эту традицию в полном объёме, во всем её размахе, а заодно и поучаствовать в ней. Эта традиция называется йи пенг, она пришла из Бирмы, граничащей с северными провинциями Таиланда, и не получила распространения в центральной части и в южных провинциях королевства. Перед тем, как запустить в небо фонарик, принято загадывать желания. Случается, что фонарик не может взлететь или сгорает, зацепившись за дерево. В этом случае смеются и говорят, что слишком много желаний загадано. Весь следующий день можно наблюдать, как потухшие фонарики плавно опускаются на город.
В этот день наступает зима, сменяющая сезон дождей.

## Праздник ловли слонов
Одним из самых популярных и весёлых праздников, проводимых в северо-восточной части Таиланда (Исан) и пользующимся большой популярностью у туристов является праздник ловли слонов в провинции Сурин, который традиционно проводится каждый год в ноябре. Жители Сурина издревле славятся своими навыками поимки диких слонов и их дрессировки.
В прошлом дикие слоны в больших количествах водились в джунглях той части Таиланда, которая примыкает к кхмерскому государству, и на самой территории Камбоджи (кстати, название этой страны в оригинале более соответствует устоявшемуся во времена СССР - Кампучия, тайск. กัมพูชา) . Но длительное военное противостояние внутри Камбоджи нанесло урон популяции слонов в этих местах. Со временем вместе с количеством этих животных существенно уменьшилось количество специалистов по их ловле и дрессировке, и в настоящий момент погонщики слонов вынуждены поддерживать промысел посредством различных представлений, шоу слонов среди туристов. Сейчас праздник ловли слонов стал самым большим и красивым представлением в Сурине, где можно в полной мере оценить квалификацию погонщиков и способности этих животных. Впервые эта традиция именно как праздник зародилась в 2503 году по буддийскому календарю (1960 год). Праздник начинается с движения огромной колонны слонов (обычно в количестве 120—150 слонов). Колонну сопровождают детёныши в возрасте 2-3-х недель и старше.
В течение праздника самые большие слоны показывают свои тяговые возможности, передвигая различные грузы, играют в футбол с людьми и выполняют массу других трюков, которые дают возможность оценить не только подготовку животных, но и уровень мастерства погонщиков-дрессировщиков, добившихся таких превосходных результатов как в воспитании слонов, так и в управлении ими, ибо в древние времена слон был боевым животным, и от мастерства погонщика зачастую зависел исход битвы.
В прошлом традиция ловли слонов была ежегодным королевским ритуалом, который возглавлял сам монарх, когда читались молитвы и заклинания, соответствующие этому ритуалу, в основном для того, чтобы пойманный дикий слон быстрее приручился. В настоящее время этот ритуал постепенно возрождается.
Провинция Сурин является центром этого праздника, и её власти проводят политику возрождения старых традиций для привлечения большего количества туристов в том числе, чтобы каждый приезжий имел возможность получить максимум удовольствий от праздника и поближе познакомиться с самобытной культурой провинций северо-восточной части королевства.

## Лодочные состязания
Праздник, освящённый этому состязанию на воде — одна из традиций, которая приходится на последние дни периода большого буддийского поста кхау пханса (примерно до полнолуния ноября), когда вода в реках поднимается до своего максимального уровня. В это время жители провинций Питсанулок, Нан, Ангтхон, Патхумтхани, Сураттхани, Аюттхая и других собираются у рек и озёр для проведения состязания на лодках.
Эти соревнования проходят ежегодно в тех провинциях, где есть возможность их проводить, то есть там, где имеется большой водоем или широкое русло реки. Они зародились ещё 600 лет назад в Аюттхайский период Сиамского государства, а в настоящее время стали национальным видом спорта и проводятся с целью всесторонней подготовки спортсменов для различных международных соревнований.
Обычно эти лодки изготавливаются из цельного ствола дерева, достаточно длинного, чтобы лодка вмещала в себя 60 гребцов, которые располагаются в два ряда. Каждая лодочная команда имеет форму одного цвета.
Ежегодно состязания собирают по нескольку сотен зрителей, которые размещаются по обе стороны реки и с азартом наблюдают за этими гонками. По окончании соревнований проходит красивая церемония награждения команд-победителей, торжественное вручение призов и всевозможные народные гуляния.

## Праздник воздушных змеев
Игры с воздушными змеями являются одними из наиболее популярных в Таиланде до такой степени, что их можно вполне считать национальной игрой. Лучшее время для этого развлечения — период февраля и марта, когда со стороны Сиамского залива дует юго-западный ветер, а просторы полей уже свободны от урожая.
Игры с воздушными змеями зародились в Китае более трехсот лет тому назад. Их начали делать китайские солдаты, используя связанные бамбуковые трости, и запускали их над головой неприятеля. Когда ветер попадал в отверстия бамбуковых палочек, они издавали звук, который приводил противника в замешательство, а иногда и обращал в бегство без применения дополнительных усилий, ибо природа звука была ему неведома и наводила суеверный страх.
В период Аюттхайского государства законом запрещались игры с воздушными змеями у королевского дворца, поскольку нити змеев цеплялись за шпили храмов и королевских сооружений. Позже Рама IV (Монгкут) разрешил эти игры на площади Санамлуанг напротив Большого королевского дворца в Бангкоке.
Формы и цвета змеев отличаются разнообразием: звезды различной геометрии, квадраты, ромбы, змеевидные, круглые и пр.
В настоящее время в Таиланде проводятся соревнования по запуску воздушных змеев, расписание которых можно узнать из новостей по ТВ и газет. Эти соревнования не только локальные, но и международного масштаба. Играют как по отдельности, так и командами.

## Новый год
В последние дни декабря, в канун Нового года, жители Таиланда начинают подготавливать свои дома к встрече праздника генеральной уборкой, которая растягивается на два дня, чтобы новый год жизни вошёл в чистое жилье и в дальнейшем не омрачался ничем.
Несмотря на то, что Новый год западного образца не является чисто тайской традицией, к этому празднику граждане подходят не менее ответственно, чем к традиционному тайскому Новому году Сонгкрану, наступающему в апреле.
Во-вторых, в старые времена первый день января не считался днём перехода в новый год. Его знаменовал первый день убывающей луны первого лунного месяца года по буддийскому календарю, приходящийся на середину декабря, от которого и начинался отсчёт нового года, но уже по буддийским традициям. Также была дата, означающая смену тайских времен года, которую раньше тоже называли Новым годом, не отсчитывая следующий год, а лишь обозначая наступление долгого сезона дождей. Эта дата приходилась на первый день зарождающейся луны пятого лунного месяца по лунному календарю браминов или примерно на середину апреля по солнечному календарю и называлась днём перехода сезонов, на санскрите — Сонгкран. Для того чтобы привести эту дату смены сезонов в соответствие международным стандартам солнечного календаря, этот переход Сонгкран в 1889-м году решили перенести на 1-е апреля по солнечному европейскому календарю. Таим образом, некоторые значимые даты были привязаны ещё и к астрологическому календарю.
Когда же Таиланд принял солнечный календарь в качестве основного, стандартизируя даты, день отсчёта буддийского Нового года в середине декабря стал официальным первым днём отсчёта нового года. К тому же, он был близок 1 января, дню европейского Нового года, что было удобно. И лишь только 24 декабря 1940 года (2483-й год по буддийскому календарю) во время правления короля Рамы VIII (Анантха Махидона) официальным днём перехода в новый год стал день 1 января, и страна вошла в новый 1941 год (2484-й год по буддийскому календарю) именно в этот день, а день празднования перехода сезонов Сонгкран вернули в его историческую нишу в лунном календаре.
Итого, в Таиланде можно праздновать несколько подобных праздников в течение одного года: буддийский Новый год примерно в середине декабря, международный Новый год 1 января и тайский традиционный Новый год Сонгкран по календарю браминов, приходящийся на середину апреля.
Несмотря на то, что европейский Новый год принёс с собой и многие европейские традиции его празднования, тем не менее тайское общество сохранило древние ритуалы, которые заключаются в тщательной подготовке жилища, его уборке, в совершении ритуалов «тхам бун так бат» — получение заслуг через подаяния монахам, «сонг нам пхра» — поливании водой рук монахов и статуэток Будды, «пит тхонг вай пхра» — наложение золотой фольги на статуэтки Будды, а также в оказании почестей родителям, выслушивании наставлений, выпускании рыб и птиц на волю и в поздравлении друг друга с пожеланиями здоровья, удачи и всего наилучшего. Принято отправлять поздравительные открытки родственникам и знакомым. Празднование также сопровождается различными представлениями, концертами, народными гуляниями, фейерверками и всяческими подарками.